# Pierre Salies
Pour les articles homonymes, voir Salies.
Pierre Salies, né le 19 juin 1922 à Toulouse, mort dans cette ville le 19 juillet 2002,, est un historien et archiviste français, spécialisé dans l’histoire de Toulouse et de sa région, créateur et contributeur de la revue Archistra, auteur d'un Dictionnaire des rues de Toulouse.

## Biographie
Il entreprend en 1945 des études à la faculté des Lettres de Toulouse. En 1948, il suit les cours de Louis Réau en histoire de l’art à la faculté des lettres de Paris. De 1949 à 1953 il est à l’École pratique des hautes études. En 1953 il retourne à Toulouse pour se consacrer à l’histoire, au folklore, à la civilisation de Toulouse et de ses environs, abordant tous les domaines. Outre les études, il agit aussi sur le terrain pour sauvegarder le patrimoine toulousain menacé. Jusqu’en 1955, il est vacataire aux archives municipales. En 1954, membre de l’association des Toulousains de Toulouse, il transforme le musée des Toulousains en musée du Vieux Toulouse, installé à l’Hôtel du May, et en est le conservateur jusqu’en 1966. En 1958, toujours dans le cadre du musée du Vieux Toulouse, il fonde le groupe folklorique Terro Moundino.
En 1959, il épouse Janine Dario, qui sera désormais sa plus proche et efficace collaboratrice. De 1967 à 1968, il est conservateur du musée Massey de Tarbes. En 1972, il crée la revue Archistra, dont le titre résume toutes ses passions : archives, histoire, traditions. Cette revue publie tous ses travaux et s’arrête à sa mort en 2002. En 1996, il crée le Centre culturel Archistra.
Avec l’abbé Georges Baccrabère, Pierre Salies a fait le point des connaissances sur la mythique reine Pédauque, ses légendes, et sur l’aqueduc qui portait son nom à Toulouse.
Membre de toutes les sociétés savantes locales er régionales, il a reçu le prix Albert Marfan de l’Académie des Jeux floraux.
Son nom a été donné à une rue de Toulouse dans le quartier Caffarelli.

## Publications
- Le Vieux Toulouse en cartes postales anciennes, Bibliothèque européenne, 1974
- La Vie quotidienne à Toulouse en cartes postales anciennes, Bibliothèque européenne, 1976
- Les Augustins, Archistra, 1979
- Le Commandeur Marius Cazeneuve, Toulouse, éditions Milan, 1979
- Quand l’Ariège changea de siècle, Toulouse, éditions Milan / Résonances, 1982
- De l’isthme gaulois au canal des Deux Mers, Archistra, 1989
- Pierre Salies, Dictionnaire des rues de Toulouse : Voies publiques, quartiers, lieux-dits, enseignes, organisation urbaine, Toulouse, éd. Milan, 1989, 1 174 p.Important ouvrage (en deux volumes) comprenant plus de 12 000 entrées, recensant les noms anciens et récents des rues dont le nom a été modifié, les raisons de ces changements ou de la dénomination retenue ; on y trouve aussi la liste des édifices et curiosités avec des indications historiques.